# Estatuto de Autonomía de Canarias
El Estatuto de Autonomía de Canarias es la norma institucional básica de la Comunidad autónoma canaria (España). Es la norma encargada de configurar su organización institucional. Fue establecido mediante la Ley Orgánica 10/1982, entrando en vigor el 16 de agosto de 1982, siendo reformada por la Ley Orgánica 4/1996, de 30 de diciembre de 1996, ambas derogadas por la vigente LO 1/2018, de 5 de noviembre, de reforma del Estatuto de Autonomía de Canarias (que derogó la Ley Orgánica 10/1982, de 10 de agosto, de Estatuto de Autonomía para Canarias, modificada por la Ley Orgánica 4/1996, de 30 de diciembre).

## Historia

### Orígenes
El 30 de mayo de 1481, tras la Conquista de la isla de Gran Canaria por parte de la Corona de Castilla, tiene lugar la firma del Pacto de Calatayud entre Los reinos de las Españas y el Reino de Canarias. Esta carta concedía a Canarias una serie de privilegios económicos y fiscales. Posteriormente se crearían varios organismos, de distintos niveles, como los Cabildos insulares, la Audiencia de Canarias y el Obispado.
Tras finalizar con la Conquista de Canarias al completo, esta carta fue concedida a todas las islas, ya que al principio solo estaba siendo aplicada en Gran Canaria.
Durante los siglos XVII y XVIII, el Pacto va perdiendo fuerza . 
Con la división territorial de España en 1833, se estableció la Provincia de Canarias. Luego aparecieron normas que otorgaban un régimen diferencial para Canarias, como el Real Decreto de Puertos Francos en 1852 y la Ley de Puertos Francos de 1900, provocando la disminución de aranceles y la entrada y salida a bajo precio de mercancías.

### Intentos autonomistas
Durante la I República y con el proyecto de Constitución federal de 1873, se proyectó dotar a Canarias con el grado de Estado federativo: 

Artículo 1º.- Componen la Nación Española los Estados de Andalucía Alta, Andalucía Baja, Aragón, Asturias, Baleares, Canarias, Castilla la Nueva, Castilla la Vieja, Cataluña, Cuba, Extremadura, Galicia, Murcia, Navarra, Puerto Rico, Valencia, Regiones Vascongadas.

Los Estados podrán conservar las actuales provincias o modificarlas, según sus necesidades territoriales.
TÍTULO I: De la Nación Española

Pero el pronunciamiento del general Martínez Campos, hizo desparecer la República, y por tanto el proyecto federal.
Hasta 1931, con la aparición de la II República, no se volvió a nombrar ningún proyecto de autonomía para Canarias ni para las demás regiones españolas. La Constitución de 1931 abrió el camino para que las distintas regiones pudieran convertirse en autonomía. Para que esto llegara a darse era necesario que las provincias que se querían unir crearan un estatuto. En Canarias, el proceso autonómico aparece en 1936 (el Frente Popular gana las elecciones) mediante el republicano Ramón Gil Roldán, presidente saliente de la Mancomunidad Provincial Interinsular de Santa Cruz de Tenerife, y el Colegio de Agentes Comerciales de Las Palmas, que presentan sendos proyectos de Estatutos.
En agosto de 1936, las Mancomunidades Provinciales de Las Palmas y Santa Cruz de Tenerife son las encargadas de realizar una nueva propuesta de Estatuto para Canarias, donde se hace mención a la capitalidad compartida.
Sin embargo, el golpe de Estado de julio de 1936 interrumpe este proceso, apareciendo la dictadura del general Franco con un modelo de estado unitario .
Un proceso preautonómico se inició en Canarias tras las elecciones del 15 de junio de 1977, pero se necesitaría que la Constitución se aprobara para poder poner en marcha este proceso.

### Estatuto de 1982 (derogado)
Con las elecciones constituyentes  se abre una etapa preautonómica, por la que se crea la Junta de Canarias mediante Real decreto 9/1978 como órgano de Gobierno de las islas. Ésta será la encargada de redactar el estatuto de Canarias. La Junta funcionó en Pleno Permanente y en Consejo Permanente y tenía como funciones, entre otras cuestiones, gestionar y administrar las funciones y servicios que transfiera la administración del Estado (Real Decreto 476/1978 de 17 de marzo).
La redacción del estatuto comienza y es aprobada el 10 de agosto de 1982 mediante la Ley Orgánica 10/1982. El mismo día es aprobada la LOTRACA (Ley Orgánica de Transferencias Complementarias a Canarias) con la que las competencias de la Comunidad aumentaron.
El estatuto se reformó en 1996 introduciéndose el término de nacionalidad, el concepto de archipiélago en la determinación del territorio, la mejor consideración de las islas y sus cabildos y se asumieron las materias transferidas mediante la LOTRACA.
Una segunda reforma fue aprobada por el Parlamento de Canarias en 2006 y remitida al Congreso de los Diputados, pero, tras ser bloqueada, la propuesta fue finalmente retirada.

## Articulado del Estatuto de 1982
El estatuto vigente está estructurado en 65 artículos, cinco disposiciones adicionales, seis transitorias y una  final, organizadas en un preámbulo, un título preliminar y 5 títulos.
Título Preliminar. Disposiciones Generales(arts. 1 al 7)
- La capitalidad de la Comunidad es compartida, entre Santa Cruz de Tenerife y Las Palmas de Gran Canaria.
- Define el territorio de la Comunidad en el Archipiélago Canario, comprendido por las islas de El Hierro, Fuerteventura, Gran Canaria, La Gomera, Lanzarote, La Palma, Tenerife y La Graciosa, y los islotes de Alegranza, Lobos y Montaña Clara, Roque del Este y Roque del Oeste.

- Indica los principios rectores de su política:

a) La promoción de las condiciones necesarias para el libre ejercicio de los derechos y libertades de los ciudadanos y la igualdad de los individuos y los grupos que lo integran.
b) La de defensa de la identidad y de los valores en intereses del pueblo canario.
c) La consecución del pleno empleo  y del desarrollo equilibrado entre las islas.
d) La solidaridad consagrada en el art. 138 de la Constitución.
Título I. De las Instituciones de La Comunidad Autónoma(arts. 8 al 29)
- El Parlamento de Canarias (poder legislativo) es la institución que representa al pueblo canario, el número de diputados no puede ser inferior a 50 ni superior a 70 y el sistema electoral es el de Representación proporcional, constituyendo cada una de las islas una circunscripción electoral. Su sede principal está en la ciudad de Santa Cruz de Tenerife.

- El Gobierno de Canarias está compuesto por el presidente, el vicepresidente y los Consejeros. Dirige el poder ejecutivo y el presidente es elegido por el Parlamento de Canarias, y éste a los consejeros, vicepresidentes, etc. Tiene sus dos sedes principales en Santa Cruz de Tenerife y Las Palmas de Gran Canaria.[1]

- Los Cabildos constituyen los órganos de Gobierno, administración y representación de cada isla. Se organizan y administran sus competencias mediante la Ley 14/1990, de 26 de julio, de Reforma de la Ley 8/1986, de 18 de noviembre, de Régimen Jurídico de las Administraciones Públicas de Canarias.

- Diputado del Común es el alto comisionado del Parlamento de Canarias para la defensa de los Derechos Fundamentales y Libertades Públicas. Supervisa las actividades de las administraciones públicas canarias.

- Tribunal Superior de Justicia de Canarias (poder judicial) es el órgano judicial que culmina la organización judicial en el territorio canario. Está integrado por los tribunales de justicia dentro de la Comunidad autónoma Canaria.

Título II. De las Competencias de la Comunidad Autónoma Canaria(arts. 30 al 39)
- Todas las competencias incluidas en al artículo 148 de la Constitución, que son exclusivas para las comunidades autónomas.

- Tiene competencias exclusivas, según lo dispuesto en los artículos 38, 131, 149.1.11.ª y 13.ª de la constitución, en: agricultura, ganadería, industria (sin perjuicio de normas estatales), comercio interior, defensa del consumidor, ordenación y planificación de la actividad económica regional, denominaciones de origen e instituciones de crédito cooperativo público y territorial y Cajas de Ahorro.

- Además, por la Lotraca (Ley orgánica de transferencias a Canarias), el estado cedió algunas competencias necesarias para la comunidad debido a su insularidad, como la gestión de puertos y aeropuertos de interés general, llegando compararse con el ámbito competencial de las nacionalidades históricas dispuesto en el artículo 151 de la Constitución.

Título III. Del Régimen Jurídico(arts. 40 al 44)
Recoge los privilegios y potestades del Parlamento y el Gobierno, y la elaboración de las leyes del parlamento.
Título IV. De la Economía y la Hacienda(arts. 45 al 63)
- Nombra el Régimen Económico y Fiscal de Canarias y su aplicación derivada en normas estatales.

- Explica el Patrimonio y los recursos de la Comunidad Autónoma.

- Define y regula el Régimen Financiero y Tributario de la Comunidad

Título V. De la Reforma del Estatuto(arts. 64 y 65)
- Señala el procedimiento para reformar el estatuto.

- La iniciativa de reforma corresponde al Parlamento, al Gobierno de Canarias o a las Cortes Generales.

- Si se altera la organización de los poderes de Canarias, será necesario una audiencia previa con los Cabildos insulares.

Disposiciones Adicionales
- La Audiencia Provincial de Tenerife se integrará en la Audiencia de Canarias.

- Cesión del rendimiento de tributos como: impuestos sobre juegos, sucesiones y donaciones, etc.

- La Delegación del Gobierno de la Comunidad se encuentra en Las Palmas de Gran Canaria.

Disposiciones Transitorias
- Se fija el número de diputados del Parlamento a 60, según el art. 9 del estatuto, mediante la siguiente distribución: 15 por cada una de las islas de Gran Canaria y Tenerife, ocho por La Palma, ocho por Lanzarote, siete por Fuerteventura, cuatro por La Gomera y tres por El Hierro.

- Se nombra la creación de la Lotraca.

Disposición Final
- Dicta la entrada en vigor del estatuto el día de su publicación en el BOE.

Estatuto de 2018.